# Azimut (bande dessinée)
Pour les articles homonymes, voir Azimut (homonymie).
Azimut est une série de bande dessinée créée par Wilfrid Lupano (scénario) et Jean-Baptiste Andréae (dessinateur), éditée depuis avril 2012 par les éditions Vents d'Ouest. Le cinquième et dernier album de la série est paru en 2019.

## Description

### Personnages
- Manie Ganza : femme à la recherche de la jeunesse éternelle, arnaqueuse professionnelle connue sous différents pseudonymes, comme Princesse Aïcha Pardiosa, Aïcha Pardeüs, Capricia Ravage, Fifi Loutine, Francesca Motha
- Eugène : peintre, amoureux éconduit de Manie
- professeur Aristide Breloquinte :  scientifique spécialiste des chronoptères, espèces vivantes bio-mécaniques ayant la faculté de voler
- Comte Quentin de la Pérue : explorateur
- Major Oreste Picote : légionnaire à la retraite reconverti en chasseur de primes
- Polo : le pole Nord
- Irénée le magnanime : roi de Ponduche, grand amateur de fenouil sous toutes ses formes
- l'arracheur de temps : personnage mystérieux, voleur de temps
- la reine Ether : mère de Manie, et maladivement jalouse de la jeunesse de sa fille
- la baron Chagrin : grand amateur de musique très particulière
- Bââmon : roi barbarevégétarien, pacifique et passionné de sciences
- Baba Musiir : grand Mamamouchi des sables du sud, possède un harem de cent deux femmes

## Publications
- Azimut, Vents d'Ouest :

1. Les Aventuriers du temps perdu, avril 2012  (ISBN 978-2-7493-0647-6)[1].
2. Que la belle meure, janvier 2014  (ISBN 978-2-7493-0720-6)[2].
3. Les Anthropotames du Nihil, janvier 2016  (ISBN 978-2-7493-0781-7)[3].
4. Nuées noires, voile blanc, janvier 2018  (ISBN 978-2-7493-0848-7)[4],[5].
5. Derniers Frimas de l'hiver, octobre 2019  (ISBN 978-2-7493-0888-3)[6].